# Буковинське Прикарпаття
Буковинське Прикарпаття — географічна область України (Чернівецька область) та Румунії (Сучава), розміщена на сході та північному сході східної частини Карпатських гір.
Буковинське Прикарпаття обмежене Сучавським плато на низькій стороні та Карпатськими горами на високій стороні. У межах району відбувається контакт Східноєвропейської платформи з молодою Карпатською складчастістю. Палеогеографія регіону вивчена слабко.
На території України займає 32% від площі Чернівецької області (259,2 тисяч га). 28% цієї території займають ліси., 16% — луки, а 40% — розорано.